# 岸田俊輔
岸田 俊輔（きしだ しゅんすけ、1930年〈昭和5年〉7月29日 - ）は、日本の大蔵官僚、銀行家。国税庁調査査察部長、大阪国税局長、国税庁次長、証券局長、広島銀行副頭取、同行会長などを務めた。
衆議院議員岸田正記の二男。衆議院議員岸田文武の弟。内閣総理大臣岸田文雄の叔父。

## 来歴
広島県広島市出身。東京都立第一中学校、東京高等学校（現東京大学教育学部附属中等教育学校）、東京大学法学部第1類（私法コース）卒業。東大法学部第1類在学中に国家公務員六級職試験を合格。1955年 大蔵省に入省（大臣官房財務参事官室）。
1962年7月 萩税務署長。1963年7月 国税庁調査査察部調査査察課長補佐。1968年12月 大臣官房文書課長補佐（審査）。1972年5月 大臣官房付（外務省研修所）。1973年5月21日 外務省在ドイツ大使館一等書記官。1975年1月 外務省在ドイツ大使館参事官。1976年6月30日 国際金融局短期資金課長。1978年6月17日 大臣官房調査企画課長。1980年6月17日 国税庁調査査察部長。1982年6月1日 大阪国税局長。1983年6月7日 国税庁次長。1985年2月8日 証券局長。
1986年6月10日 退官。同年年6月 NTT取締役。1988年6月 同社常務取締役。1989年7月 同社特別参与（〜1989年8月）。同年9月 広島銀行常任顧問。1990年6月 同行専務取締役。1993年4月 同行代表取締役副頭取。1994年6月 同行代表取締役会長。2000年6月 同行取締役相談役。また、1992年9月から1995年まで崇徳学園理事長も務めた。

## 略歴
- 1955年4月：大蔵省に入省（大臣官房財務参事官室）[5][6]。
- 1962年7月：萩税務署長。
- 1963年7月：国税庁調査査察部調査査察課長補佐。
- 1965年7月：国際金融局国際収支課長補佐。
- 1966年12月：国際金融局投資第二課長補佐。
- 1968年7月：国際金融局投資第一課長補佐。
- 1968年12月：大臣官房文書課長補佐（審査）[7]。
- 1972年5月：大臣官房付（外務省研修所）。
- 1973年5月21日：外務省在ドイツ大使館一等書記官。
- 1975年1月：外務省在ドイツ大使館参事官。
- 1976年6月30日：国際金融局短期資金課長。
- 1978年6月17日：大臣官房調査企画課長。
- 1980年6月17日：国税庁調査査察部長。
- 1982年6月1日：大阪国税局長。
- 1983年6月7日：国税庁次長 兼 国税庁直税部長事務取扱。
- 1983年6月16日：国税庁次長。
- 1985年2月8日：証券局長。
- 1986年6月10日：退官。
- 1986年6月：NTT取締役。
- 1988年6月：NTT常務取締役。
- 1989年7月：NTT特別参与（〜1989年8月）。
- 1989年9月：広島銀行常任顧問。
- 1990年6月：広島銀行専務取締役。
- 1992年9月：崇徳学園理事長（〜1995年3月）。
- 1993年4月：広島銀行代表取締役副頭取。
- 1994年6月：広島銀行代表取締役会長。
- 2000年6月：広島銀行取締役相談役。

## 人物
- 大蔵省では国際金融にも強いマルチ型とされている[8]。
- 底ぬけに明るく、笑顔を絶やさぬ陽性の典型であり[9]、気取ることもなく、部下の使い方が上手いとされている[8]。
- 趣味はマージャン、音楽（クラッシック）、旅行[10]、読書[2]。
- タバコはマイルド・セブンを適度に吸う[10]。
- 家族は妻、長男、長女、二女[2]。広島市南区在籍で、住所は広島市東区牛田中二丁目[2]、東京都渋谷区神宮前六丁目[11]。